# Nuša Rajher
Nuša Rajher (* 20. Juli 1983 in Maribor, SR Slowenien, SFR Jugoslawien) ist eine slowenische Taekwondoin. Sie startet in der Gewichtsklasse bis 73 Kilogramm.
Rajher ist Sportsoldatin, ihren ersten internationalen Erfolg errang sie bei der Militärweltmeisterschaft 2008 in Seoul, wo sie im Schwergewicht das Finale erreichte und Silber gewann. Im folgenden Jahr bestritt sie in Kopenhagen ihre erste Weltmeisterschaft. Sie zog ins Achtelfinale ein, unterlag dann aber Anastassija Baryschnikowa. Bei der Europameisterschaft 2010 erreichte Rajher das Halbfinale, wo sie abermals gegen Baryschnikowa verlor, aber mit Bronze ihre erste internationale Medaille erkämpfte. Bei der Weltmeisterschaft 2011 in Gyeongju schied sie erneut im Achtelfinale aus.
Rajher gewann im Januar 2012 beim europäischen Olympiaqualifikationsturnier in Kasan in der Gewichtsklasse über 67 Kilogramm den entscheidenden Kampf um den dritten Platz gegen Rosana Simón und qualifizierte sich für die Olympischen Spiele 2012 in London.